# Angelina Crow
Angelina Crow, pseudonimo di Nikoletta Acsai (Budapest, 20 giugno 1980), è un'attrice pornografica ungherese.

## Biografia
Angelina Crow inizia la sua carriera nel porno nel 2003, all'età di 22 anni. Nel giro di 4 anni gira più di 50 film, la maggior parte dei quali incentrati sul sesso anale.
Una performance degna di nota è rappresentata in una scena del film Ass Obsessed #3 dove si esibisce e pratica sesso orale ad Erik Everhard in pubblico per le strade di Budapest.